# ティッパー郡 (ミシシッピ州)
ティッパー郡（英: Tippah County）は、アメリカ合衆国ミシシッピ州の北部に位置する郡である。2010年国勢調査での人口は22,232人であり、2000年の20,826人から6.8%増加した。郡庁所在地はリプリー市（人口5,395人）であり、同郡で人口最大の都市でもある。郡名はチカソー族インディアンの言葉で「切り取る」を意味し、当初の郡域の多くを北東から南西に流れ、タラハッチー川に注ぐティッパー・クリークから採られた。このクリークは両側にある尾根と共に郡西側領域を東側から「切り取って」いるので、名付けられた可能性がある。
元アメリカ合衆国大統領ビル・クリントンの曽祖父の1人が郡内に葬られている。

## 地理
アメリカ合衆国国勢調査局に拠れば、郡域全面積は459.97平方マイル (1,191.3 km2)であり、このうち陸地457.91平方マイル (1,186.0 km2)、水域は2.07平方マイル (5.4 km2)で水域率は0.45%である。

### 主要高規格道路
- アメリカ国道72号線
- ミシシッピ州道2号線
- ミシシッピ州道4号線
- ミシシッピ州道15号線

### 隣接する郡
- ハードマン郡 (テネシー州) - 北
- アルコーン郡 - 北東
- プレンティス郡 - 南東
- ユニオン郡 - 南
- ベントン郡 - 西

### 国立保護地域
- ホリースプリングス国立の森（部分）

## 人口動態
以下は2000年の国勢調査による人口統計データである。
| 基礎データ - 人口: 20,826人 - 世帯数: 8,108 世帯 - 家族数: 5,910 家族 - 人口密度: 18人/km2（46人/mi2） - 住居数: 8,868軒 - 住居密度: 7軒/km2（19軒/mi2） 人種別人口構成 - 白人: 81.85% - アフリカン・アメリカン: 15.92% - ネイティブ・アメリカン: 0.20% - アジア人: 0.11% - 太平洋諸島系: 0.01% - その他の人種: 1.29% - 混血: 0.61% - ヒスパニック・ラテン系: 2.08% | 年齢別人口構成 - 18歳未満: 25.0% - 18-24歳: 10.1% - 25-44歳: 27.9% - 45-64歳: 22.5% - 65歳以上: 14.5% - 年齢の中央値: 36歳 - 性比（女性100人あたり男性の人口） - 総人口: 93.7 - 18歳以上: 90.2 世帯と家族（対世帯数） - 18歳未満の子供がいる: 33.7% - 結婚・同居している夫婦: 57.2% - 未婚・離婚・死別女性が世帯主: 11.8% - 非家族世帯: 27.1% - 単身世帯: 24.9% - 65歳以上の老人1人暮らし: 11.4% - 平均構成人数 - 世帯: 2.52人 - 家族: 3.00人 | 収入と家計 - 収入の中央値 - 世帯: 29,300米ドル - 家族: 34,547米ドル - 性別 - 男性: 27,505米ドル - 女性: 20,446米ドル - 人口1人あたり収入: 14,041米ドル - 貧困線以下 - 対人口: 16.9% - 対家族数: 14.0% - 18歳未満: 19.0% - 65歳以上: 23.3% |

## 都市と町

### 都市
- リプリー - 郡庁所在地

### 町
- ブルーマウンテン
- デュマ
- フォークナー
- ウォルナット

### 未編入の町
- ブラウンフィールド
- チェイリービート
- ティプラーズビル